# Пышкин, Владимир Фёдорович
Владимир Фёдорович Пышкин — советский государственный деятель, председатель Рыбинского, Ярославского и Калужского горисполкомов.

## Биография
Родился в Санкт-Петербурге в 1912 году или 23 декабря 1913 года в семье рабочего.
В 1936 году окончил Ленинградский химико-технологический институт, работал на комбикормовых заводах Оренбурга, Омска, Рыбинска.

## Карьера
- 1941—1942 заведующий транспортным отделом Рыбинского горкома ВКП (б).
- 1942—1943 секретарь Сталинского райкома ВКП (б) города Рыбинска.
- июль 1943 — февраль 1945 председатель Рыбинского горисполкома
- январь 1945 заместитель председателя Ярославского облисполкома
- январь — декабрь 1945 председатель Ярославского горисполкома.
- с декабря 1945 заместитель председателя облсовета Тувинской автономной области.
- с июля 1947 года председатель Калужского горисполкома.
- в феврале 1948 года снят с работы вместе с секретарём обкома Поповым за злоупотребления в ходе денежной реформы и исключён из партии (позже восстановлен).

Умер в Москве в конце 1990-х годов.

## Награды
Награждён орденом «Знак Почёта» (16.09.1945).